# Aarhus Fremad
 Der er for få eller ingen kildehenvisninger i denne artikel, hvilket er et problem. Du kan hjælpe ved at angive troværdige kilder til de påstande, som fremføres i artiklen.

Aarhus Fremad er en idrætsklub i den nordlige del af Aarhus, i området omkring Risvangen.

## Klubbens historie
Klubben startede som en af landets første atletikklubber helt tilbage i 1897 under navnet Aarhus Fodsportsforening "Fremad", senere fulgte blandt andet håndbold, inden fodboldafdelingen blev startet i 1947. Senest er en tennisafdeling kommet til.

## Fodboldafdelingen
Fodboldafdelingen (Aarhus Fremad Fodbold) levede en skyggetilværelse i mange år med et lavpunkt i 1974, hvor førsteholdet spillede i serie 5, og der kun var 9 medlemmer og en stor gæld.
En ny træner skaffede på det tidspunkt nye spillere samt sponsorer, og snart begyndte klubben at vokse med opstigning gennem rækkerne som følge. I perioden 1984-97 rykkede klubben med Kaj Jensen, og fra 1987 Kim Poulsen som trænere, op 9 gange og endte i Superligaen som professionel klub. Aarhus fremad rykkede ud af Superligaen for indtil videre sidste gang i 1998-99 sæsonen. 
I 1999 Præsenterede klubben sammen Skovbakken en overbygning under navnet "FC Aarhus". Samarbejdet varede kun et halvt år da klubben manglede 1,8 millioner kroner.
I sæsonen 2005-06 lå klubben i den bedre ende af 2. division Vest, og det mundede ud i oprykning til 1. division.
I 2008 rykkede de ned i 2. division Vest hvor de dog spillede med om oprykningen indtil 2014 hvor klubben rykkede ned i
Danmarksserien. Det blev dog kun til en enkelt sæson i Danmarksserien 2014/2015, da de med 5 spillerunder igen sikrede sig oprykning til 2. division efter 13. sejre i træk.
I 2022, hvor holdet igen spillede i 2. division, stod Aarhus Fremad bag en enorm overraskelse i pokalturneringen, da de i tredje runde besejrede superligaholdet Brøndby IF med 4-0.
Klubben spiller på Riisvangen Stadion i det nordlige Aarhus.
Store spillere i klubben: Her kan bl.a. nævnes tidligere landsholdsspiller Bjørn Kristensen, samt holdets forhenværende topscorer gennem mange sæsoner, Søren Hermansen, som senere fik en karriere i belgisk fodbold. Endvidere har landsholdsspilleren Brian Priske startet sin karriere i Aarhus Fremad. Derudover spillede den skotske kæmpe Chris Iwelumo i sæsonen 1998/99 for Fremad, hvor han endnu var ukendt. Han blev heller ikke det store hit og scorede kun 4 mål i 27 kampe, men efter ni erfaringsrige år i ikke færre end otte klubber rundt om i England (og et enkelt i Tyskland) debuterede Iwelumo i efteråret 2008 i en alder af 30 år for Skotland efter stor succes i Championship-klubben, Wolverhampton, hvor han scorede mange mål. Desuden har angriberen Tommy Bechmann spillet i klubben. Han blev senere professionel i den tyske klub SC Freiburg i 1. Bundesliga.

### Fankultur
Aarhus Fremad har en række mindre fangrupperinger. Klubbens officielle fanklub hedder Aarhus Fremad Bawlers. Af uofficielle fanfraktioner kan Aarhus Casual Brigade (ACB 04) nævnes. TV2 Nord har blandt andet rapporteret om gruppen, da den 29. marts 2009, under stort politiopbud, blev forvist fra Hjørring Stadion efter at have kastet med fyrværkeri og startet slagsmål. Den yderste venstrefløj rapporterede i løbet af 2007 og 2008 gentagne gange om en sammenhæng mellem gruppen og den yderste højrefløj.
Fra 1995 og frem til 2001 havde Aarhus Fremad en officiel Fanclub som hed Aarhus Fremad Support. Klubben havde da den var størst 230 medlemmer. Klubben havde en del formænd i de år. De mest kendte var nok Mads Læsø Christensen og Lachetta. Marc Kewin Lachetta er i dag Team Manager for 2 holdet i Aarhus Fremad. Tidligere var han holdleder for holdet i 1 og 2 division i perioden 2007 - 2013.

## Spillertrup
| Målmænd                                      | Forsvarsspillere | Midtbanespillere |  | Angribere                                                  |
| -------------------------------------------- | --- | --- |  | ---------------------------------------------------------- |
| - 1 Thomas Hagelskjær - 30 Frederik Nørgaard | - 2 Emil Junge - 4 Mathias Damgaard - 5 Emil Obitsø - 6 Frederik Rieper - 12 Oliver Lund - 17 Marcus Kirchheiner - 24 Adrian Kvist | - 7 Julius Fechtenburg - 8 Niels Letort - 9 Mathias Kubel - 10 Emil Hauge - 11 Lucas From - 14 Søren Bugge - 20 Nicolaj Kirk - 21 Lasse Hauge - 25 Behrem Rizvic - 27 Magnus Kirchheiner |  | - 19 Jeppe Hansen - 22 Sebastian Buch - 23 Søren Andreasen |

Oversigt sidst opdateret: 22. oktober 2014.

## Kendte spillere
| 1 | Skotland | Chris Iwelumo (AN)    |
| 2 | Danmark  | Bjørn Kristensen (FO) |
| 3 | Danmark  | Søren Hermansen (AN)  |
| 4 | Danmark  | Brian Priske (FO)     |
| 5 | Danmark  | Tommy Bechmann (AN)   |
| 6 | Danmark  | Frank Pingel (FO/AN)  |

## Atletikafdelingen
Fra de første år har man ikke mange informationer, men bemærkelsesværdigt er det, at en Frk. Thomsen i 1905 løb 400 meter i tiden 1.24. Det specielle er, at man først næsten 50 år senere oplevede kvinder løbe 400 meter igen!
I 1914 arrangerede klubben Danmarks første breddeløb, Riis Skov løbet, der stadig løbes årligt.
Gennem årene har klubben med jævne mellemrum haft udøvere, der har vundet mesterskaber og sat rekorder samt haft en enkelt OL-deltager, nemlig Svend Aage Thomsen, der deltog i sommer-OL 1936.
I de senere år er atletikafdelingen kommet til at stå en del i skyggen af Aarhus 1900 og AGF.

## Ekstern kilde/henvisning
1. ↑  Bank, Frederik Mahler; Gøtzsche, Mikkel (19. oktober 2022), Divisionshold ydmyger Brøndby i pokalturneringen: 'Den værste oplevelse i min karriere', dr.dk, hentet 20. oktober 2022
2. ↑  "Bortvist fra stadion". TV2  Nord. 2009-03-29. Arkiveret fra originalen 18. august 2018. Hentet 2011-04-16.
3. ↑  Truppen Arkiveret 10. maj 2013 hos  Wayback Machine, Aarhus Fremads hjemmeside

- Wikimedia Commons har flere filer relateret til Aarhus Fremad
- Aarhus Fremad Fodbolds officielle hjemmeside

56°10′46″N 10°12′40″Ø / 56.17944°N 10.21111°Ø